# Clasificación de Asia para los Juegos Olímpicos de Montreal 1976
La Clasificación de Asia para los Juegos Olímpicos de Montreal 1976 fue el torneo que definió a los tres clasificados de Asia al torneo de fútbol en los Juegos Olímpicos de Montreal 1976.

## Resultados

### Grupo 1
Todos los partidos se jugaron en Teherán, Irán. Líbano abandonó el torneo antes de que iniciara.
| País           | J | G | E | P | GF | GE | GD | Pts |
| -------------- | - | - | - | - | -- | -- | -- | --- |
| Irán           | 4 | 3 | 1 | 0 | 8  | 1  | +7 | 7   |
| Kuwait         | 4 | 2 | 1 | 1 | 8  | 6  | +2 | 5   |
| Irak           | 4 | 2 | 0 | 2 | 6  | 4  | +2 | 4   |
| Arabia Saudita | 4 | 2 | 0 | 2 | 5  | 7  | −2 | 4   |
| Baréin         | 4 | 0 | 0 | 4 | 1  | 10 | −9 | 0   |

| Equipo 1       | Resultado | Equipo 2       |
| -------------- | --------- | -------------- |
| Baréin         | 0-3       | Irán           |
| Kuwait         | 1-2       | Irán           |
| Irán           | 1–1       | Kuwait         |
| Irak           | 1–2       | Arabia Saudita |
| Arabia Saudita | 0-3       | Irán           |
| Kuwait         | 2-1       | Baréin         |
| Arabia Saudita | 2–4       | Kuwait         |
| Baréin         | 0-4       | Irak           |
| Arabia Saudita | 1-0       | Baréin         |
| Irán           | 1-0       | Irak           |

### Grupo 2

#### Primera ronda
Bangladés, Tailandia e India abandonaron el torneo antes de que iniciara.
| Equipo 1  | Agr. | Equipo 2           | Ida | Vuelta |
| --------- | ---- | ------------------ | --- | ------ |
| Australia | w.o. | Papúa Nueva Guinea | -   | -      |

#### Segunda Ronda
Todos los partidos se jugaron en Yakarta, Indonesia.
| País               | J | G | E | P | GF | GE | GD  | Pts |
| ------------------ | - | - | - | - | -- | -- | --- | --- |
| Corea del Norte    | 4 | 4 | 0 | 0 | 10 | 1  | +9  | 8   |
| Indonesia          | 4 | 2 | 1 | 1 | 11 | 5  | +6  | 5   |
| Malasia            | 4 | 2 | 0 | 2 | 17 | 5  | +12 | 4   |
| Singapur           | 4 | 1 | 1 | 2 | 7  | 12 | −5  | 3   |
| Papúa Nueva Guinea | 4 | 0 | 0 | 4 | 7  | 29 | −22 | 0   |

| Equipo 1           | Resultado | Equipo 2           |
| ------------------ | --------- | ------------------ |
| Corea del Norte    | 2-1       | Indonesia          |
| Corea del Norte    | 2–0       | Malasia            |
| Corea del Norte    | 2–0       | Singapur           |
| Papúa Nueva Guinea | 0-4       | Corea del Norte    |
| Indonesia          | 2–1       | Malasia            |
| Indonesia          | 0-0       | Singapur           |
| Indonesia          | 8-2       | Papúa Nueva Guinea |
| Malasia            | 6–0       | Singapur           |
| Malasia            | 10-1      | Papúa Nueva Guinea |
| Singapur           | 7-4       | Papúa Nueva Guinea |

#### Final
| Equipo 1        | Resultado    | Equipo 2  |
| --------------- | ------------ | --------- |
| Corea del Norte | 0-0 (5-4 p.) | Indonesia |

### Grupo 3

#### Primera Ronda
| Equipo 1 | Agr. | Equipo 2        | Ida | Vuelta |
| -------- | ---- | --------------- | --- | ------ |
| Japón    | 6-0  | Filipinas       | 3-0 | 3-0    |
| Taiwán   | 0-5  | Corea del Sur   | 0-2 | 0-3    |
| Israel   | w.o. | Vietnam del Sur | -   | -      |

### Segunda Ronda
| País          | J | G | E | P | GF | GE | GD | Pts |
| ------------- | - | - | - | - | -- | -- | -- | --- |
| Israel        | 4 | 3 | 1 | 0 | 10 | 2  | +8 | 7   |
| Corea del Sur | 4 | 1 | 2 | 1 | 5  | 5  | 0  | 4   |
| Japón         | 4 | 0 | 1 | 3 | 3  | 11 | +8 | 1   |

| Equipo 1      | Resultado | Equipo 2      |
| ------------- | --------- | ------------- |
| Israel        | 0-0       | Corea del Sur |
| Corea del Sur | 1-3       | Israel        |
| Israel        | 4-1       | Japón         |
| Japón         | 0-3       | Israel        |
| Corea del Sur | 2-2       | Japón         |
| Japón         | 0-2       | Corea del Sur |

## Clasificados
- Irán
- Corea del Norte
- Israel